# Geffen (Brabant-Septentrional)
Pour les articles homonymes, voir Geffen.

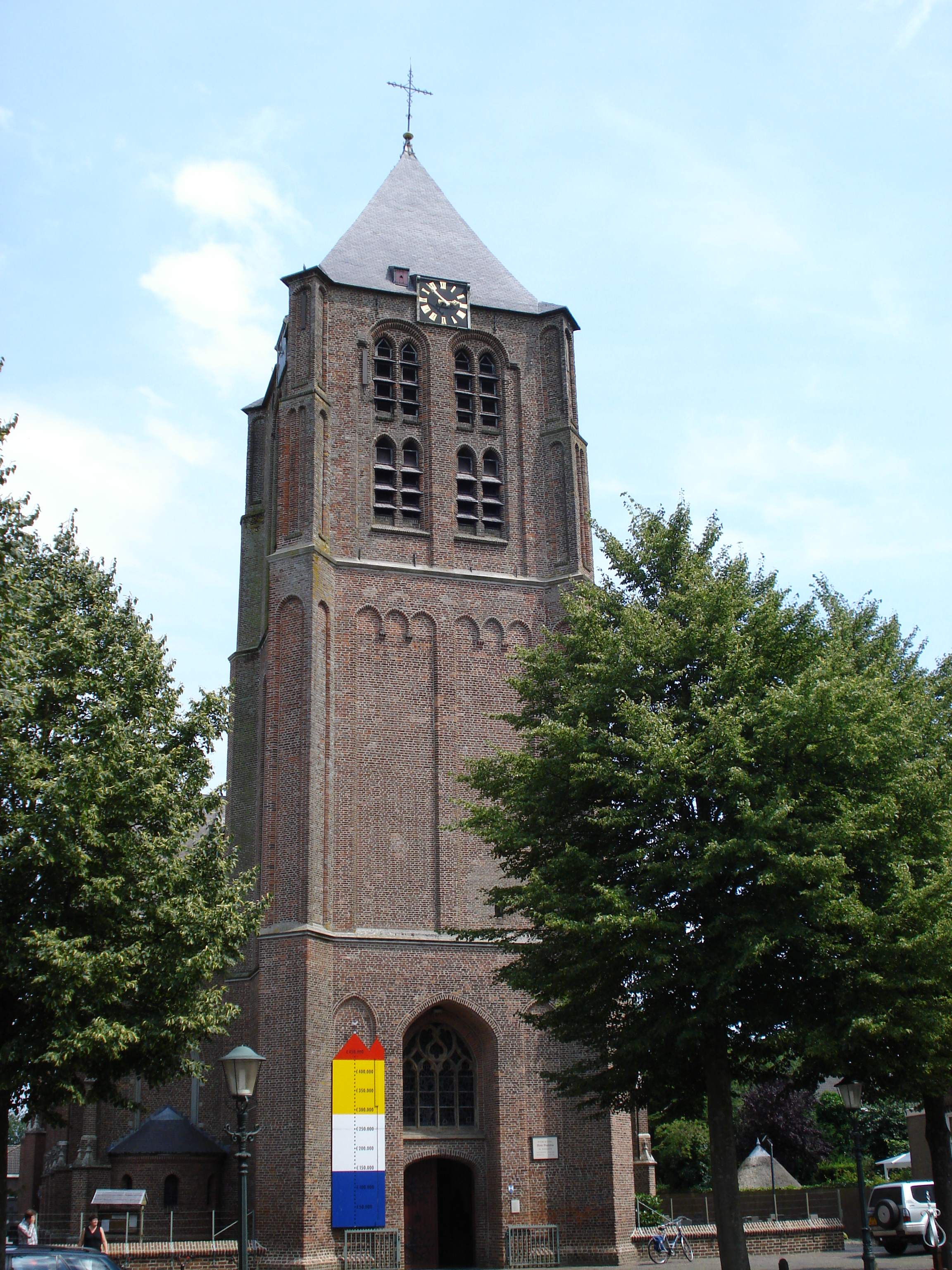
Geffen, la tour de l'église Sainte-Marie-Madeleine.

Geffen est un village et le chef-lieu de la commune néerlandaise de Oss dans le nord-nord-est de la province de Brabant-Septentrional. Le 1er janvier 2006, Geffen compte 4 520 habitants.

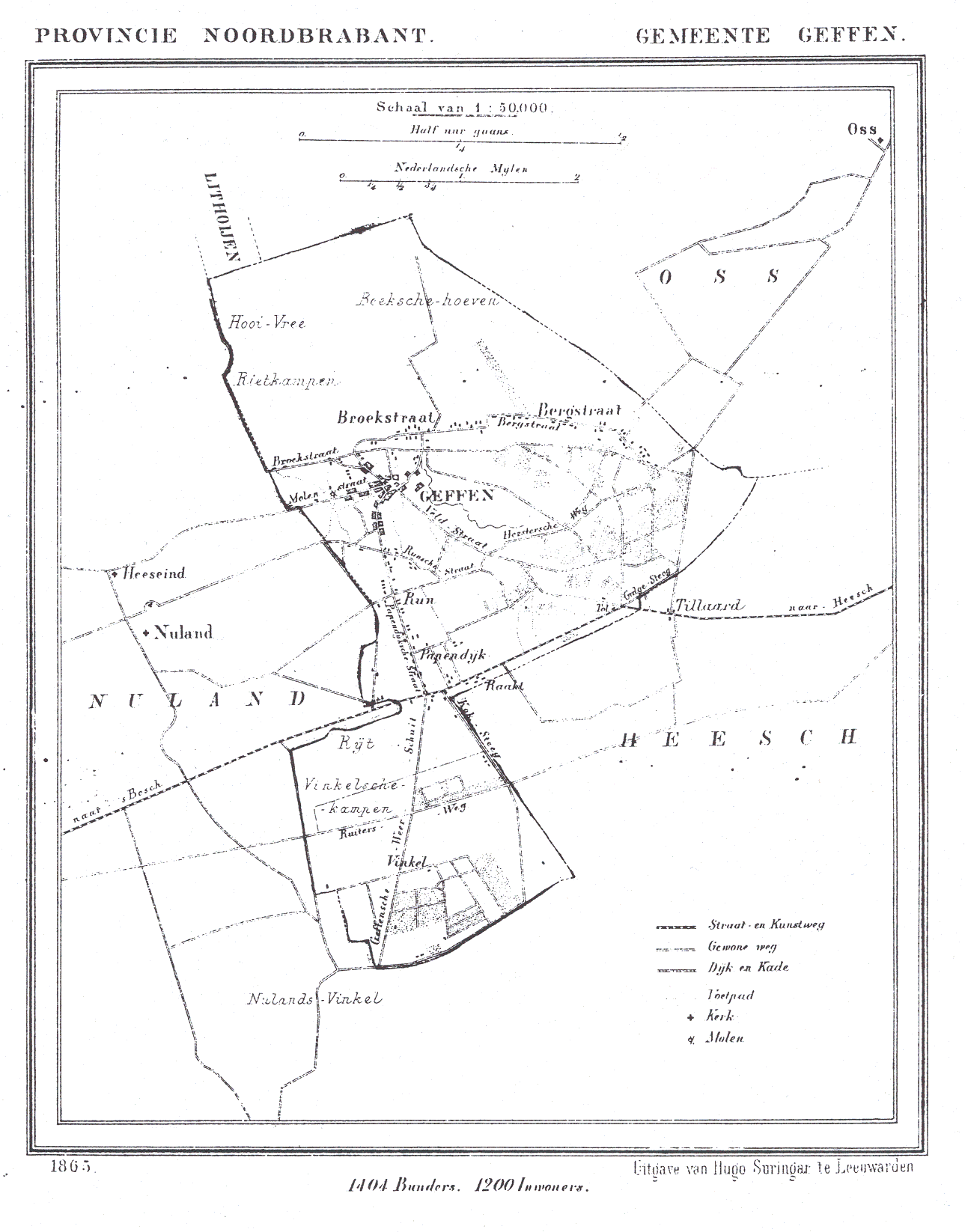
Ancienne commune de Geffen en 1865.

## Le nom, le site
La première mention du nom Geffene date d'un acte d'emprunt de 1246. Le nom connaissait beaucoup de variantes allant de Ghiffen à Gheneffen. Gheneffen vient probablement de gen et effa qui signifierait au bord de l'eau. Geffen est situé sur des hauteurs de sables fluviaux, en néerlandais appelés donk, au bord du traverse du déversoir de Beers, qui était jusqu'en 1942 la zone d'inondations hivernales de la Meuse.

## Histoire
Des découvertes archéologiques prouvent que le territoire de Geffen a été habité depuis l'âge de la pierre, 2000 ans av. J.-C.
La première mention de Geffen en tant que localité date de 1298 quand le duc de Brabant donne des terres pour l'élevage et pour l'extraction de la tourbe.
Dès ce temps et jusqu'à la Révolution française, Geffen est une seigneurie de la famille de Vaderacker. L'ancien château de Geffen était situé à l'ouest du village presque dans le centre du village de Nuland; il était surnommé: Huis-te-Nuland (Maison-à-Nuland). Il a été détruit vers 1795 pendant l'invasion française; il n'en reste que le fossé. Geffen sort après le temps de Napoléon comme commune indépendante du Royaume des Pays-Bas. En 1993, les anciennes communes de Geffen et de Nuland fusionnent pour former avec leurs parts du territoire de la localité Vinkel la commune de Maasdonk, dont Geffen devient le chef-lieu. Un peu plus tard, les autres parties de la localité Vinkel sont également annexées par Maasdonk.

## La paroisse
Geffen est très tôt une paroisse indépendante. La tour monumentale de l'église paroissiale Sainte-Marie-Madeleine, de style gothique, date de 1450 environ. L'église attenante a été brûlée en 1487 par l'armée du duc de Gueldre en même temps qu'une bonne partie du village.
Après la paix de Munster, 1648, les messes catholiques sont défendues, et l'église est confisquée par les protestants pour être rendue aux catholiques au début du XIXe siècle, comme tant d'autres églises du Brabant-Septentrional. L'église a été agrandie en 1893 par l'architecte Caspar Franssen. Elle a subi quelques dégâts pendant la guerre en 1944.

## LesXIXeetXXesiècles
Sous Napoléon on ouvre la route de Bois-le-Duc à Nimègue, et on installe un péage sur le territoire de Geffen, la barrière de Geffen, dont le bâtiment existe toujours.
En 1813 les troupes prussiennes se battent à Geffen contre la garnison française cantonnée à Grave.
En décembre 1833, pendant l'inondation hivernale de la traverse du déversoir de Beers, la digue de la traverse casse et tout le territoire de Geffen est inondé.
En 1865, Geffen est un village agricole de 1200 habitants environ. Les habitations s'étirent à ce moment en longueur de l'est à l'ouest sur les hauteurs de sable à cheval entre les terres inondables de la Meuse au nord et de l'Aa au sud-ouest et les terres marécageuses du Peel au sud.
À la fin du XIXe siècle, Geffen possède deux moulins. Le moulin Zeldenrust date de 1621, il a été transféré à Geffen au début du XIXe siècle, il est déplacé en 1870 pour faire place au chemin de fer et encore déplacé en 1980 pour faire place à des habitations. En 2007, le moulin a été endommagé par une tempête, mais, bien assuré, il sera reconstruit.
Vers 1870 on achète un deuxième moulin, De Vlijt, datant de 1601 originairement à Boxtel, puis transféré à Nistelrode pour venir en 1870 à Geffen, où il a encore été déplacé en 1875 et en 1976. À cette dernière occasion on organise la première fête des moulins, qui sera à la base d’une fête annuelle : Effe noar Geffe, une grande braderie qui attire chaque année près de 35 000 visiteurs.
Par sa position près de Oss, le village profite dès la fin du XIXe siècle de l'industrialisation rapide de cette ville, où les habitants de Geffen trouvent des emplois.
Vers 1895, on ouvre la ligne du chemin de fer Nimègue-Bois-le-Duc avec une gare à Geffen ; cette gare a été fermée en 1950 environ et le bâtiment a été démoli.
Geffen, situé entre les villes de Oss et de Bois-le-Duc, n'a pas d'atouts touristiques et est toujours un village agricole. Depuis 1956 environ, on développe systématiquement de nouveaux quartiers, qui permettent la population de croître à près de 5 000 habitants. Le village est tellement orienté sur la ville proche d'Oss qu'on parle récemment d'attacher Geffen à la commune d'Oss.

## Le cimetière juif
Geffen possède un des plus anciens cimetières juifs dans la province du Brabant-Septentrional. Il est mentionné déjà en 1693 et il a servi jusqu'en 1908, 20 ans après l'ouverture d'un cimetière juif régional. Plus de 300 personnes y sont enterrées, notamment plusieurs ancêtres des familles Van den Bergh, Hartog et Zwanenberg, fondateurs de l'industrie de la margarine et de la viande à Oss dont sont issues plusieurs entreprises internationales modernes telles qu'Unilever et Organon.

## Galerie d'images

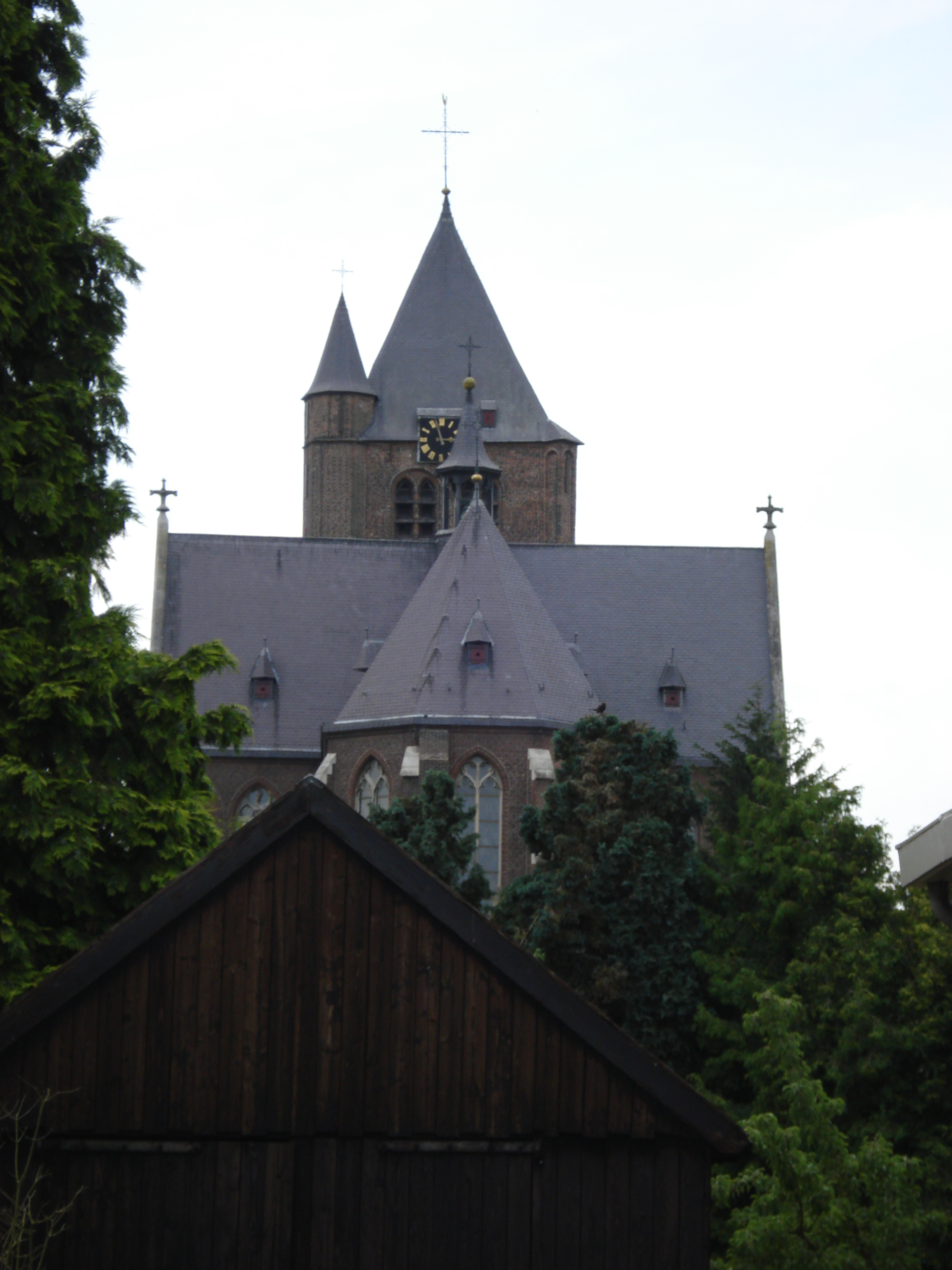
Geffen, le chevet de l'église Sainte-Marie-Madeleine.
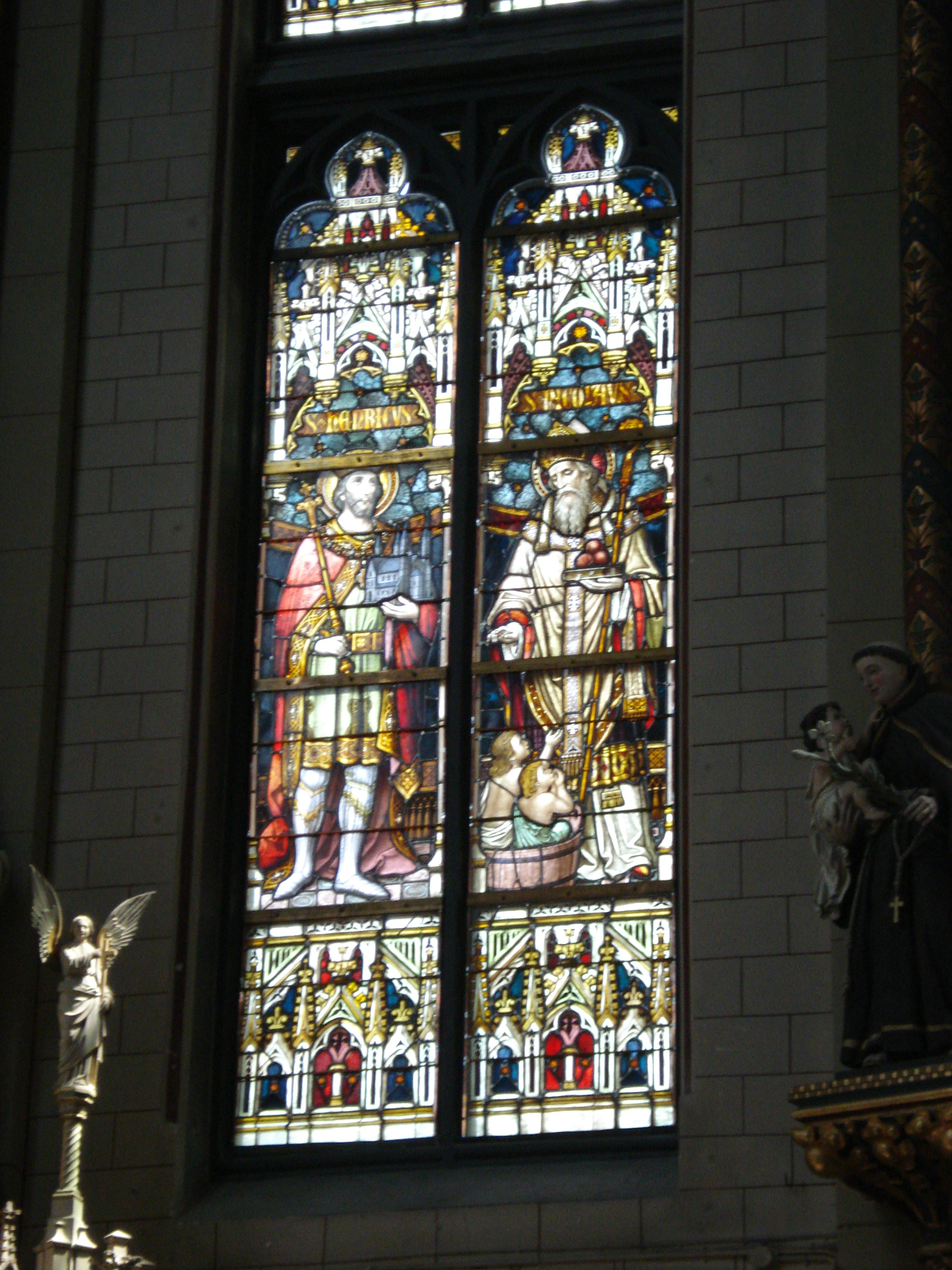
Geffen, vitrail St.Henricus, St.Nicolas.
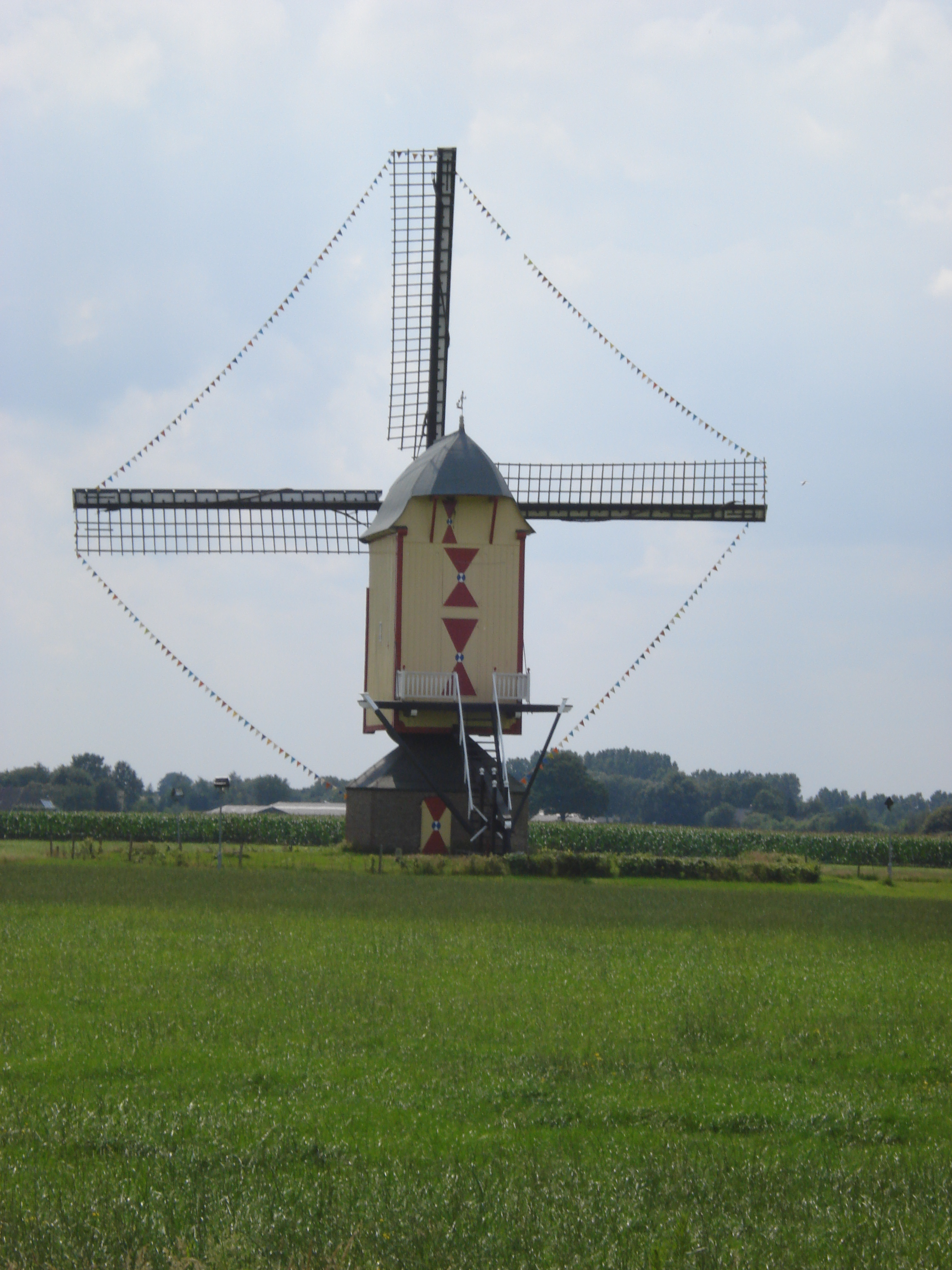
Geffen, moulin De Vlijt.
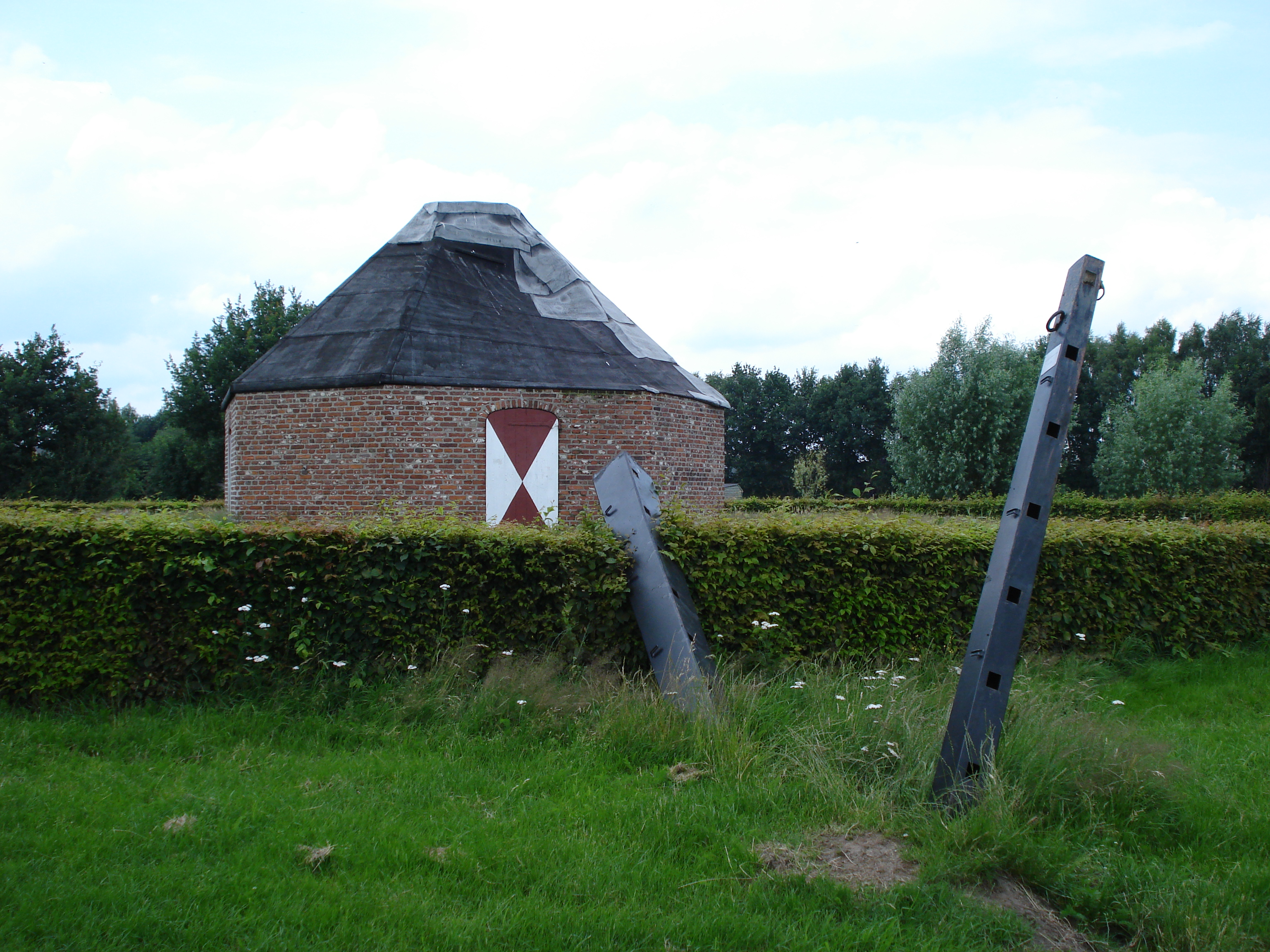
Geffen, moulin Zeldenrust endommagé en 2007 par une tempête.